# La Verge de les Roques (National Gallery)
La Verge de les Roques és un quadre pintat per Leonardo da Vinci cap al 1492-1508 i que actualment està exposat al National Gallery de Londres.
En general s'accepta que aquesta versió de la Verge de les Roques és posterior a la del Louvre. La de Londres apunta a un estil més madur, però es creu que possiblement la va pintar amb l'ajuda d'altres artistes, potser els germans Predis o altres pintors. L'autenticitat de la versió de Londres en la seva integritat ha estat qüestionada per la geòloga Ann C. Pizzorusso, que assenyala els seus errors geològics, a diferència de la versió del Louvre, implicant que és improbable que provingui de la mà de Leonardo.
Aquesta segona versió seria la que es va instal·lar a San Francesco Grande amb les ales realitzades pels germans Predis. Allà hi va ser fins a la dissolució de la Confraternitat el 1781. Va ser adquirida el 1785 pel pintor Gavin Hamilton. Va ser robada de Florència durant les Guerres Napoleòniques i recuperada, uns 50 anys després, en una petita ciutat d'Àustria. Des de llavors, va ser adquirida per un comerciant francès abans de ser venuda a la National Gallery de Londres el 1880 i on es conserva avui junt amb les dues taules de De Predis.
El juny de 2005, la imatge infraroja, pel que sembla va revelar l'existència d'un quadre previ sota de l'actual. Es creu que representa una dona agenollada possiblement sostenint un nen amb una mà. Alguns investigadors creuen que la intenció original de l'artista era pintar una Adoració del Nen Jesús.

## Descripció
Malgrat la seva gran mida, el cert és que no es tracta d'una composició tan complexa com L'adoració dels Mags, ordenada pels monjos de San Donato, ja que hi ha només quatre figures en lloc de 50, i un paisatge rocós en comptes de detalls arquitectònics.
En el quadre predominen la línia que contorneja les figures i els colors més utilitzats són el marró, el negre, el blau i el color carn. Hi ha contrasts de llum i ombra que provoquen l'efecte que el sol il·lumina la imatge. Els personatges, que són el motiu principal, els fa ressaltar més per aconseguir profunditat a la superfície plana. Aquí es pot apreciar la seva teoria de la perspectiva aèria, segons la qual la profunditat en els quadres s'aconsegueix usant tonalitats de blau i que siguin cada vegada menys detallats tal com s'allunyen del primer pla, creant així una il·lusió òptica.
La Verge està asseguda al terra d'un refugi rocós d'alta muntanya. El paisatge que s'albira entre les roques és alpí, sense semblança a la Toscana ni a les més famosos cims dels Apenins. És un ambient absolutament innovador, en el que les figures s'agrupen formant una piràmide, embolicats per un paisatge salvatge de roques que cauen i aigües que s'arremolinen. Tant les flors com les plantes aquàtiques estan representades amb gran precisió, si bé les espècies representades són diferents en un i un altre quadre.